# Németh Andor (író)
Németh Andor (Kiscell, 1891. december 28. – Budapest, 1953. november 13.) magyar író, költő, műfordító, kritikus.

## Élete és munkássága
Szegény zsidó családba született, apja Német Márk, anyja Grünfeld Aranka volt. Miután Szombathelyre költöztek, a premontreieknél végezte el a gimnázium első hat osztályát. Az utolsó két osztályt Kolozsvárt végezte, ahol az önképzőkörben már látható volt költői tehetsége. Az érettségi után 1909-ben a Kolozsvári Újság fizetés nélküli újságírója volt, itt ismerkedett meg Osvát Ernővel és Adyval is. 1910 nyarán néhány óra leforgása alatt megírta Veronika tükre című egyfelvonásos misztériumjátékát. Ezután rövid ideig Szolnokon tanárkodott. A Veronika tükrét 1913-ban a Galilei Kör mutatta be, melynek alelnöke volt.
A budapesti egyetem bölcsészkarára járt. Nyugatos irányvonalú költőként indult; szimbolista, stilizált-szecessziós kísérletek után az avantgárd felé fordult, Kassák lapjaiban jelentek meg versei. 1914-ben Párizsban akarta folytatni tanulmányait. Az új francia költők társaságát kereste, Apollinaire-t is megismerte. Az I. világháború kitörésekor kémgyanús egyénként internálták, mintegy öt évet töltött különböző táborokban (történetét rabtársa, Kuncz Aladár Fekete kolostor című regényében dolgozta fel). Az élmény megakasztotta írói pályáját, évekig alig írt valamit. A Magyarországi Tanácsköztársaság ideje alatt a bécsi magyar követség sajtóattaséja volt. A rendszer bukása után nem térhetett haza, 1919-től 1926-ig egy berlini kiküldetést kivéve bécsi emigrációban élt. Kritikusi pályája itt kezdődött meg a Diogenesbe és más bécsi emigráns lapokba (Bécsi Magyar Újság, Vasárnap) írt filozófiai felkészültségű bírálataival. Kassákkal együtt szerkesztették a 2×2-t. Verseket és novellákat is közreadott, német nyelvű újságokba, de csehszlovákiai és erdélyi magyar folyóiratokba is írt. Barátságot kötött Déry Tiborral és József Attilával. 1926-ban tért haza, a Dokumentumba, A Tollba írt, Az Ujság, majd a Szép Szó állandó munkatársa lett. 1934. április 19-én Budapesten, a Terézvárosban házasságot kötött Szegő Judittal, Szegő Béla és Parieser Hermin lányával, az egyik tanú Karinthy Frigyes volt. A második világháborút Franciaországban vészelte át, 1938-tól 1947-ig második emigrációját a Marseille melletti Cassisban, majd Montaubanban töltötte. A magyarországi szociáldemokraták 1947-ben hazahívták, az egyre inkább kommunista Csillag folyóirat főszerkesztője lett. A Csillagban folytatásokban jelent meg egyik legértékesebb műve, a Franciaországban írt József Attila-könyv (1944) kibővített változata, a József Attila és kora (1948), a József Attiláról szóló irodalom egyik alapműve. A Rákosi-korszakban nem volt helye, a laptól 1950 augusztusában kirúgták (nyugdíjazták), bár kritikái a Forumban és a Csillagban még megjelenhettek. Ebben az időszakban írta meg Misztótfalusi Kis Miklósról szóló A betű mestere c. regényét és részleteiben máig publikálatlan önéletrajzát. 1953-ban, súlyos betegen, rokkantsági segélyből társbérletben élve, elfeledetten halt meg.
Németh Andor ellentmondásos alkatú író volt, számtalan irányban tájékozódott, sokféle műfajt kipróbált, számos irodalmi áramlattal és mozgalommal tartott kapcsolatot, de kevés igazán nagy művet alkotott. Már fiatalon megismerte Adyt, Karinthyt, Osvátot. Fontos alakja volt a két világháború közti irodalmi életnek is, olvasta-terjesztette a világirodalmi és filozófiai újdonságokat, kávéházi vitákat folytatott Kafkáról, Proustról, Thomas Mannról, Blochról, Heideggerről, személyes hatásával inspirálta és befolyásolta Kosztolányit, Karinthyt, Déryt, és főként barátját, József Attilát. Kortársai nem annyira íróként, mint tüneményesen éles eszű, gyakran léha emberként emlékeztek meg róla. Bár három nyelvből fordított (angol, francia, német), útikönyveket és ponyvaregényeket gyártott, az osztrák és francia történelemből regényes életrajzokat írt, életművének legértékesebb darabjait mélyenszántó, filozofikus kritikusi és esszéírói munkássága adja. Számos műve máig kiadatlan, kéziratos hagyatéka a Petőfi Irodalmi Múzeumban található, számos arckép- és társasági fotójával együtt.
Műfordítóként a világirodalom számos művét ültette át magyarra (Balzac, Dumas, Hauptmann, Hemingway, Hugo, Malraux, Maurois, Maugham, Sinclair Lewis, Tolsztoj, Zola, Zweig stb.).
Neki címezve írta 1937 februárjában-márciusában József Attila Ars poetica című versét.
1937. évi arcképe, melyet Reismann Marian készített, a Délibáb 1937. június 19-i számában megjelent.
1953. november 18-án temették a Rákoskeresztúri Új köztemetőbe, a Magyar Írók Szövetsége saját halottjának tekintette. 2024-ben régen lejárt, nem védett sírja a 16-V-1-1. sírhelyen található.

## Emlékezete
2005 októberében, a József Attila-emlékévben emlékére a celldömölki Kresznerics Ferenc Könyvtárban konferenciát tartottak, szülőhelyén, a vasútállomás épületében felavatták emléktábláját.

## Művei
- Felső-Olaszország; Lloydkönyvek Kiadóhivatala, Bp., 1929 (Lloyd utikönyvek)
- Ausztria; szerk. Németh Andor; Athenaeum Ny., Bp., 1930 (Lloyd utikönyvek)
- Magyarország; Lloydkönyvek Kiadóvállalat, Bp., 1930
- Zsidó írók. 18 elbeszélés; összeáll., ford. Németh Andor; Tabor, Bp., 1936 (Tabor. A zsidó irodalom barátai)
- Egy foglalt páholy története. Regény; Almanach, Bp., 1942 (Karinthy környezetéről, a Hadik kávéházról; spanyolul is)
- József Attila; Cserépfalvi, Bp., 1944
- József Attila és kora (a Csillag c. lapban, 1947; kötetben: A szélén behajtva, 1973, illetve Németh Andor: József Attiláról. Budapest 1989)
- A betű mestere. Tótfalusi Kis Miklós életregénye; Szépirodalmi, Bp., 1954
- A szélén behajtva. Válogatott írások; sajtó alá rend. Réz Pál, bev. Déry Tibor; Magvető, Bp., 1973
- József Attiláról; sajtó alá rend. Réz Pál; Gondolat, Bp., 1989
- József Attila; 2. jav. kiad.; Akadémiai, Bp., 1991 (Egyéniség és alkotás)

### Bűnügyi
- Kérem a következő urat; Világvárosi Regények Kiadóvállalat, Bp., 1933 (Világvárosi Regények 59.)
- A kék szappanhab. Regény; Világvárosi Regények Kiadóvállalat, Bp., 1933 (Világvárosi Regények 71.)
- A sárga kimonó. Regény; Világvárosi Regények Kiadóvállalat, Bp., 1933 (Világvárosi Regények 81.)
- A 313-as akta. Regény; Világvárosi Regények Kiadóvállalat, Bp., 1933 (Világvárosi Regények 97.)
- Arthur Koestler–Németh Andor: Wie ein Mangobaumwunder[8] (A Sanda Kandúr, Baron Gyula ötletéből);[9] Das Neue Berlin, Berlin, 1995
- Arthur Koestler–Németh Andor: Au chat qui louche (A Sanda Kandúr); utószó Phil Casoar, németből és magyarból franciára ford. Chantal Philippe; Calmann-Lévy, Paris, 1996 (Petite bibliothèque européenne du XXe siècle)
- Arthur Koestler–Németh Andor: Nagyvárosi történetek (A Sanda Kandúr. Hajsza egy mesterhegedű körül / A sárga kimonó / A 313-as akta / A kék szappanhab / Kérem a következő urat); Polgár, Bp., 1997 (Polgár könyvek)

### Történelmi művei
- Horváth Zoltán–Németh Andor: A kegyenc. Gróf Teleki László élete; Pantheon, Bp., 193? (Sorsok és emberek)
- A párisi kommün. 1871; Pantheon, Bp., 1932 (Sorsok és emberek)
- Mária Terézia; Grill, Bp., 1938 (spanyolul is)
- A császár-diktátor; Renaissance, Bp., 1939
- Metternich vagy A diplomácia magas iskolája; Grill, Bp., 1939 (spanyolul is)
- Előhang negyvennyolchoz; Szocialista könyvbarátok, Bp., 1948
- Mária Terézia; Pesti Szalon, Bp., 1996 (Regényes történelem)
- Metternich vagy A diplomácia magasiskolája; 2. jav. kiad.; PolgART, Bp., 1999

### Színmű
- Veronika tükre. Legenda; Athenaeum, Bp., 1913 (Modern könyvtár) – egyfelvonásos misztériumjáték